# Alvin Martin
Alvin Edward Martin (ur. 29 lipca 1958 w Bootle) – angielski piłkarz, występujący na pozycji obrońcy większość swojej kariery spędził w West Ham United.
Martin rozpoczynał w Everton jeszcze jako uczeń, lecz odszedł z niego w 1973, kiedy to klub z Goodison Park proponował mu niepełny kontrakt. Po nieudanej przygodzie w Q.P.R. już następnego dnia przeszedł do West Ham United, gdzie podpisał umowę.
Martin wystąpił w 586 meczach Młotów podczas 19-letniej kariery na Boleyn Ground. W swojej karierze zdobył FA Cup oraz mistrzostwo Second Division.
Alvin zaliczył debiut w reprezentacji Anglii pod wodzą Rona Greenwooda, który sprowadził go do West Ham United w wieku 14 lat. Rywalem był zespół Brazylii a mecz został rozegrany na słynnym Wembley w maju 1981. Kontuzja wyłączyła go z gry na Mistrzostwach Świata w 1982, ale kolejny manager reprezentacji, Bobby Robson, powołał go na kolejne Mistrzostwach Świata. Zagrał na tych mistrzostwach w meczu 1/16 finału, kiedy to rywalem Anglików była reprezentacja Paragwaju. Łącznie rozegrał 17 spotkań w barwach swojego kraju.
Dokonał rzadkiego wyczynu strzelając hattricka trzem różnym bramkarzom Newcastle United – Martin Thomas, który był kontuzjowany oraz dwóm graczom z pola Chris Hedworth i Peter Beardsley w meczu Division One w kwietniu 1986.
Po opuszczeniu West Ham miał krótki epizod w Leyton Orient. Następnie jako trener przez 2 sezony trenował piłkarzy Southend United.
Po skończeniu kariery zarówno piłkarskiej, jak i trenerskiej pracował w radiu talkSPORT oraz występował w telewizji Sky Sports.
Jego synowie David i Joe są również piłkarzami. David jest bramkarzem w West Ham United, natomiast Joe jest pomocnikiem w Blackpool.